# Massueville
Massueville (AFI: /masuvil/) o Massüeville, es un municipio de pueblo perteneciente a la provincia de Quebec en Canadá. Está ubicado en el municipio regional de condado (MRC) Pierre-De Saurel en la región de Montérégie-Est.

## Geografía
Massueville se encuentra en la planicie del San Lorenzo, al sureste de Sorel-Tracy, en la margen oeste del río Yamaska. Su territorio está encerrado por el de Saint-Aimé. Su superficie total es de 1,30 km², de los cuales 1,23 km² son tierra firme.

## Urbanismo

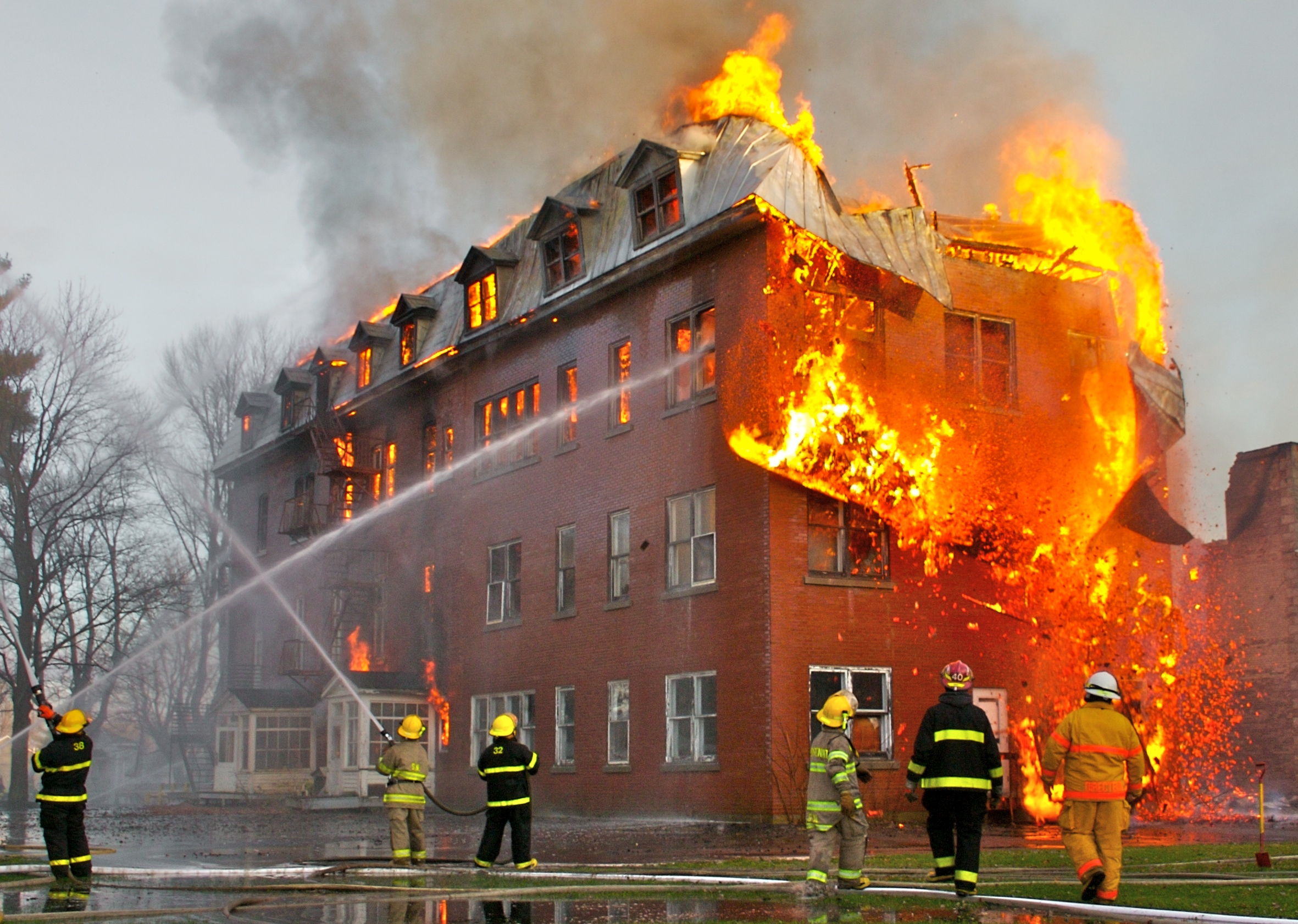
Fuego del antiguo convento de Massueville en 2006.

El pueblo de Massueville se encuentra al cruce de la rue Royale y del chemin de Sainte-Victoire. La rue Royale es paralela al Yamaska. Al norte, esta calle corresponde a una carretera local ( QC 235  norte) que une la población a Yamaska. Al sur, la rue Royale que se vuelva el rang du Bord-de-l’Eau va hacia Saint-Marcel-de-Richelieu. El chemin de Sainte-Victoire se dirige al oeste hacia Sainte-Victoire-de-Sorel y Sorel-Tracy, como carretera local ( QC 235  sur) y carretera regional ( QC 239  norte). Conecta con el rang Thiersant (( QC 235  sur) y ( QC 239  sur, carretera regional que va hacia Saint-Louis y Saint-Hyacinthe.

## Historia
El territorio de Massueville estaba ubicado en el señorío de Bonsecours en Nueva Francia. La parroquia católica de Saint-Aimé fue creada en 1836. Su nombre honra Gaspard-Aimé Massue, señor de Bonsecours. El municipio de parroquia de Saint-Aimé fue instituido en 1845. El municipio de pueblo de Massueville, cuyo nombre honra también Gaspard-Aimé Massue, fue creada en 1903 por separación del municipio de parroquia de Saint-Aimé.

## Política
El consejo municipal se compone del alcalde y de seis consejeros sin división territorial. El alcalde actual (2015) es Denis Marion desde 2005.
|            | 2005-2009 | 2009-2013 | 2013-2017 |
| Alcalde    | Denis Marion | Denis Marion | Denis Marion |
| Consejeros | Réal Bonin Stéphane Brouillard Bernard Choquette Robert Cournoyer Nathalie Parent Huguette Saint-Germain Nicole Villiard | Réal Bonin Stéphane Brouillard Bernard Choquette* Nicole Guilbert Suzanne Lalande Nathalie Parent Stéphane Poirier | Matthieu Beauchemin Stéphane Brouillard Richard Gauthier** Nicole Guilbert Serge Lambert* Gilles Lapierre Nathalie Parent |

 * Consejero al inicio del termo pero no al fin.  ** Consejero al fin del termo pero no al inicio. 
A nivel supralocal, Massueville forma parte del MRC de Pierre-De Saurel, antiguamente Bajo Richelieu. El territorio del municipio está ubicado en la circunscripción electoral de Richelieu a nivel provincial y de Bécancour—Nicolet—Saurel (llamada Bas-Richelieu–Nicolet–Bécancour antes de 2015) a nivel federal.

## Demografía
Según el censo de Canadá de 2011, Massueville contaba con 516 habitantes. La densidad de población estaba de 312,5 hab./km². Entre 2006 y 2011 hubo una disminución de 4 habitantes (0,8 %). En 2011, el número total de inmuebles particulares era de 248, de los cuales 231 estaban ocupados por residentes habituales, otros siendo desocupados o residencias secundarias.
Evolución de la población total, 1991-2015

## Sociedad
La Fête des récoltes (Fiesta de la cosecha) tiene lugar en octubre.